# In the North Woods
In the North Woods è un cortometraggio muto del 1912 diretto da D.W. Griffith.

## Produzione
Il film fu prodotto dalla Biograph Company.

## Distribuzione
Distribuito dalla General Film Company, il film - un cortometraggio di una bobina - uscì nelle sale cinematografiche USA il 2 settembre 1912.
Non si conoscono copie ancora esistenti della pellicola che viene considerata presumibilmente perduta.